# 이영희 (물리학자)
이영희(李永熙, 1955년 7월 28일~)는 대한민국의 물리학자이다. 단층탄소나노튜브 대량합성, 성장메카니즘을 밝혀 전 세계 탄소나노튜브 연구를 활성화시켰다. 또 반도체성튜브분리, 기능화. 전계방출, 수소저장, 투명전극, 복합체 연구를 통해 국내의 탄소나노튜브 연구를 선도하고 산업화에 노력하여 이 분야에 선구자적인 역할을 수행하였으며, 국내의 연구를 세계적인 수준으로 올리는데 기여하였다. 국제적인 학회지들의 논문 피인용수에 근거하면 노벨상 수상에 근접한 과학자이다.

## 생애
이영희는 1982년에 전북대학교에서 물리학과를 졸업하고 1986년에 미국 켄트주립대학교에서 박사학위를 취득하였다. 전북대학교 물리학과 교수를 역임했으며 현재 성균관대학교 물리학과 및 에너지과학과 교수로 재직 중이며 기초과학연구원 나노구조물리학센터 연구단장으로 재임하고 있다.

## 연구 업적
이영희는 Nature 1편, Nature Materials 1편, Science 1편, PNAS 1편, NANO LETT. 7편, Phys. Rev. Lett. 8편, J. Am. Chem. Soc. 15편, Adv. Mater. 13편, Biomaterials 1편, Adv. Func. Mater. 11편, Acs Nano 17편, Appl. Phys. Lett. 25편, Phys. Rev. B 27편을 포함하여 총 SCI 논문 350 여편을 게재하였다. 또 연구업적이 Nature, Nature Materials, Nature 자매지인 Asia Materials, Materials view, Nanowerk 등에 다수 소개되었으며, Adv. Mater., Adv. Func. Mater., JPCC등의 저널 표지에 총 11회 소개되었고 이 중 일부는 KBS1 뉴스, SBS, YTN, 각종일간지에 소개되었다. 이중 top 10% 저널 논문이 100여 편 이고, 100회 이상 인용횟수 논문이 30편, 총 인용횟수 16,800회 이상, H-index 59으로 연구능력은 세계적 학자이다. 특히 기초과학자로서 드물게 산업체와의 공동연구를 수행하여 특허 국외 57건, 국내 1118건을 출원하여 기초과학의 산업화에 크게 공헌하였다. 또 Material Research Society, American Chemical Socity, Internaitonal Nanotube Conference, SPIE meeting, TMS meeting 등 각종 국제학회에 110회 이상의 초청강연을 수행함으로 국제적인 인지도가는 과학자이다.

## 주요업적
- 2023 - 현재 Hubei University of Technology
- 2008. 9 - 2023 성균관대학교 에너지과학과 교수
- 2001. 3 - 2023 성균관대학교 물리학과 교수
- 1987. 3 - 2001. 2 전북대학교 물리학과 교수
- 1996 - 1997 미국 미시간 주립대학교 객원연구원
- 1993 - 1993 스위스 취리히 IBM 연구소 방문연구원
- 2012. 12 2차 IBS 연구단장
- 2008. 12 WCU 사업단 사업단장
- 2008. 12 - 2013. 8 에너지과학과 학과장
- 2006. 3 - 2010. 2 BK21물리연구단 사업단장

## 수상
- 2014년 수당상
- 2010년 국가연구개발사업 우수성과 100선 선정 - 교과부
- 2010년 R&D 기초연구 우수성과 100선 선정 - 교과부
- 2008년 제27회 스승의 날 기념 대통령 표창수여 – 행정안전부
- 2007년 Lee Hsun Reserch 상 수상 – 중국 Chinese Academy of Science - IMR 연구소
- 2006년 닮고 싶고 되고 싶은 과학기술인 선정
- 2006년 국가석학 선정